# Bigej Island
Bigej Island (auch: Begej [ˈbiːdʒiː]; marshallesisch Pikeej, pʲi͡ɯɡʌ͡ɛːtʲ) ist die östlichste Insel im Kwajalein-Atoll in der Ralik-Kette der Republik der Marshallinseln (RMI). Sie liegt 2100 Seemeilen (3900 km) südwestlich von Honolulu, Hawaii.
Bigej ist unbewohnt und hat eine Fläche von knapp 65 Hektar. Bei einer gemessenen Länge von 2,7 km ergibt sich daraus eine durchschnittliche Breite von 240 Metern. Die größte Breite misst 410 Meter. Die einzigen Überreste von Bauwerken sind Fundamente eines Treibstofftanks der US Navy von 1944. Bigej gehört nicht zur Reagan Test Site und viele Menschen von der Insel Kwajalein im Süden kommen zu Ausflügen und Picknicks auf die Insel.
Die Vegetation besteht aus tropischen Palmen und Dschungel.
In den letzten Jahren gab es Pläne, auf Bigej Urlaubsdomizile zu errichten.